# Darío Sarmiento
Darío Ariel Sarmiento (Florencio Varela, 29 marzo 2003) è un calciatore argentino, centrocampista del Tigre.

## Caratteristiche tecniche
È un centrocampista offensivo che dà il meglio di sé sulla fascia destra, dove può rientrare sul sinistro per tentare la conclusione a rete.
Nel 2020, è stato inserito nella lista dei migliori sessanta calciatori nati nel 2003, stilata dal quotidiano inglese The Guardian.

## Carriera
Cresciuto nel settore giovanile dell'Estudiantes (LP), ha esordito in prima squadra il 5 ottobre 2019 disputando l'incontro di Primera División pareggiato 0-0 contro l'Huracán.
Il 30 aprile 2021 viene ceduto al Manchester City, che il 30 luglio seguente lo cede in prestito al Girona.

## Statistiche

### Presenze e reti nei club
Statistiche aggiornate al 12 aprile 2025.
| Stagione                | Squadra                 | Campionato              | Campionato | Campionato | Coppe nazionali | Coppe nazionali | Coppe nazionali | Coppe continentali | Coppe continentali | Coppe continentali | Altre coppe | Altre coppe | Altre coppe | Totale | Totale | Totale |
| Stagione                | Squadra                 | Comp                    | Pres       | Reti       | Comp            | Pres            | Reti            | Comp               | Pres               | Reti               | Comp        | Pres        | Reti        | Pres   | Reti   |        |
| ----------------------- | ----------------------- | ----------------------- | ---------- | ---------- | --------------- | --------------- | --------------- | ------------------ | ------------------ | ------------------ | ----------- | ----------- | ----------- | ------ | ------ | ------ |
| 2019-2020               | Estudiantes (LP)        | PD                      | 5          | 0          | CA+CdL+CM       | 3+1+9           | 0               | -                  | -                  | -                  | -           | -           | -           | 18     | 0      |        |
| 2021                    | Estudiantes (LP)        | PD                      | 0          | 0          | CA+CdL          | 0+4             | 0               | -                  | -                  | -                  | -           | -           | -           | 4      | 0      |        |
| Totale Estudiantes (LP) | Totale Estudiantes (LP) | Totale Estudiantes (LP) | 5          | 0          |                 | 17              | 0               |                    | -                  | -                  |             | -           | -           | 22     | 0      |        |
| 2021-2022               | Girona                  | SD                      | 9          | 0          | CR              | 0               | 0               | -                  | -                  | -                  | -           | -           | -           | 9      | 0      |        |
| 2024                    | Tigre                   | PD                      | 9          | 0          | CA+CdL          | 0               | 0               | -                  | -                  | -                  | -           | -           | -           | 9      | 0      |        |
| 2025                    | Tigre                   | PD                      | 2          | 0          | CA              | 0               | 0               | -                  | -                  | -                  | -           | -           | -           | 2      | 0      |        |
| Totale Tigre            | Totale Tigre            | Totale Tigre            | 11         | 0          |                 | 0               | 0               |                    | -                  | -                  |             | -           | -           | 11     | 0      |        |
| Totale carriera         | Totale carriera         | Totale carriera         | 25         | 0          |                 | 17              | 0               |                    | -                  | -                  |             | -           | -           | 42     | 0      |        |